# Hydrogonium cataractarum
Hydrogonium cataractarum là một loài Rêu trong họ Pottiaceae. Loài này được (M. Fleisch.) Hilp. mô tả khoa học đầu tiên năm 1933.